# Étienne Souriau
Pour les articles homonymes, voir Souriau.
Étienne Souriau, né le 26 avril 1892 à Lille, et, mort le 19 novembre 1979 dans le 6e arrondissement de Paris, est un philosophe français, spécialisé en esthétique. Il est le fils du philosophe Paul Souriau.

## Biographie
Originaire de Lille, Souriau est admis à l'École normale supérieure (Paris) en 1912 après un an de service militaire. Mobilisé comme sous-lieutenant d'infanterie en août 1914, il fait quatre ans de campagne et de captivité. 
Après la guerre, en 1920, il est reçu premier à l'agrégation de philosophie, et enseigne aux lycées de Sarreguemines puis de Chartres. Il est reçu docteur ès-lettres en 1925 (mention très honorable), avec une thèse sur Pensée vivante et perfection formelle (Hachette, 1927) agrémentée d'une thèse complémentaire L'Abstraction sentimentale. Il devient professeur à l'université d'Aix-en-Provence (1925-1929) puis à l'Université de Lyon (1929-1941), enfin à l'université de la Sorbonne.
En 1939, Souriau publie L'Instauration philosophique et pose les fondements de sa pensée instauratrice. Il y développe l'idée d'une philosophie esthétique des propositions philosophiques qu'il nomme « philosophèmes ».
Au lendemain de la Seconde Guerre mondiale, Souriau participe à l'aventure de la filmologie en écrivant des articles dans la Revue internationale de filmologie (1947-1962). Par ailleurs, il devient membre-fondateur de l'Association française pour la recherche filmologique (AFRF).
En 1958, il est élu membre de l'Académie des sciences morales et politiques par un comité dans lequel figure Charles de Gaulle. 
En 1969, Souriau publie La Correspondance des arts, qui se propose de définir l'architectonique des lois et d'organiser le vocabulaire commun aux œuvres d'art par delà les disciplines artistiques. Dans cet ouvrage, il détaille son « Système des Beaux arts » selon les deux modes d'existence : phénoménale et « réique » (ou « chosale »). Dans ce dernier mode d'existence, il distingue les arts présentatifs des arts représentatifs.
Il conduit les travaux du Vocabulaire de l'esthétique qui ne sera publié qu'après sa mort, en 1990. Parmi ses nombreux écrits, on relève également une recherche sur l'ensemble des « situations dramatiques », dont il s'efforce de définir par analyse les principales composantes.  
Il est le directeur de la thèse du cinéaste Éric Rohmer qui la soutient en janvier 1974 sur L'organisation de l'espace dans le Faust de Murnau.
Il meurt en 1979.

## Esthétique de l'art
Étienne Souriau classe les Sept arts dans son livre La Correspondance des arts, Éléments d’esthétique comparés, paru en 1947. Il distingue pour chacun d'eux des caractéristiques sensorielles (ou qualia sensibile). Chaque classe peut produire un art sur deux niveaux : représentatif ou présentatif. Cela donne :
- Sculpture / architecture ;
- Dessin / arabesque ;
- Peinture représentative / peinture pure ;
- Musique dramatique (ou descriptive) / musique pure ;
- Pantomime / danse ;
- Littérature et poésie / prosodie pure ;
- Cinéma et lavis photo / éclairage projections lumineuses.

## Influence et postérité
Gilles Deleuze, Isabelle Stengers ainsi que Bruno Latour ont commenté et se sont inspirés de l'œuvre d'Étienne Souriau, notamment pour ce dernier, dans son essai, Les Différents modes d'existence.

## Principales publications
- Pensée vivante et perfection formelle, 1925 ; Hachette, 1927 ;
- L'Abstraction sentimentale, 1925 ;
- L'Avenir de l'esthétique : essai sur l'objet d'une science naissante, F. Alcan, Coll. « Biblio. de Philosophie Contemporaine », 1929 ;
- Avoir une âme: essai sur les existences virtuelles, Lyon, 1938 ;
- L'instauration philosophique, Paris, 1939 ;
- Les Différents modes d'existence, 1943 (nouvelle édition Paris, PUF, 2009, préface d'Isabelle Stengers et Bruno Latour) ;
- La Correspondance des arts: éléments d'esthétique comparée, Paris, Flammarion, Bibliothèque de philosophie scientifique, 1947 ;
- Les Deux Cent Mille Situations dramatiques, Flammarion, Paris, 1950 ;
- L'Univers filmique, 1953 ;
- L'Ombre de dieu, 1955 ;
- Architectonique de l'expression, 1962 ;
- Poésie française et la Peinture, 1966 ;
- Clefs pour l'esthétique, 1970 ;
- La Couronne d'herbes, 1975 ;
- La Correspondance des arts, science de l'homme: éléments d'esthétique comparée, 1969.

En collaboration
- Esthétique industrielle, avec Charles Lalo et d'autres, articles parus dans la Revue d'esthétique, juillet-décembre 1951

Ouvrages posthumes
- L'Avenir de la philosophie, Gallimard, coll. « Idées », 1982  (ISBN 978-2070354696)
- Vocabulaire d'esthétique[6], avec Anne Souriau, PUF, 1990 ; et rééd. coll. « Quadrige », 2004  (ISBN 978-2130544012)